# Arterias perforantes

Arterias del muslo y la rodilla.

Se conocen como arterias perforantes a unas ramas (normalmente tres) de la arteria femoral profunda que perforan la inserción del músculo aductor mayor para llegar a la porción dorsal del muslo.

## Ramas
- Arterias nutricias o nutrientes.[1]

## Distribución
Se distribuye hacia el músculo aductor, los músculos de la corva, los músculos glúteos y el fémur.